# La Poly Normande 2003
La Poly Normande 2003, ventitreesima edizione della corsa e valevole come evento di categoria 1.3, si svolse il 3 agosto 2003 su un percorso di 161 km, in Francia. La vittoria fu appannaggio del francese Jérôme Pineau, il quale terminò la gara in 4h02'48", precedendo sul podio i connazionali Mickaël Pichon e Walter Bénéteau.
Al traguardo 57 ciclisti completarono la competizione.

## Ordine d'arrivo (Top 10)
| Pos. | Corridore        | Squadra         | Tempo    |
| ---- | ---------------- | --------------- | -------- |
| 1    | Jérôme Pineau    | La Boulangère   | 4h02'48" |
| 2    | Mickaël Pichon   | Fdjeux.com      | a 8"     |
| 3    | Walter Bénéteau  | La Boulangère   | a 1'03"  |
| 4    | Gilles Bouvard   | Jean Delatour   | s.t.     |
| 5    | Anthony Geslin   | La Boulangère   | a 2'33"  |
| 6    | Frédéric Bessy   | Cofidis         | a 2'35"  |
| 7    | Yann Tournier    | Crédit Agricole | s.t.     |
| 8    | Christophe Oriol | AG2R Prévoyan.  | a 3'42"  |
| 9    | Vincent Cali     | Flanders        | a 4'01"  |
| 10   | Plamen Stoyanov  | BigMat-Auber 93 | s.t.     |